# SP-52
A SP-52 é uma rodovia radial do estado de São Paulo, administrada pelo Departamento de Estradas de Rodagem do Estado de São Paulo (DER-SP).

## Denominações
Recebe as seguintes denominações em seu trajeto:
Nome:	Hamilton Vieira Mendes	
- De - até:	BR-116 (Cachoeira Paulista) - SP-58 (Cruzeiro)
- Legislação: LEI 7.809 DE 23/04/92

Nome:	Avelino Junior, Doutor	
- De - até:	SP-58 (Cruzeiro) - Divisa Minas Gerais (Túnel)
- Legislação: LEI 4.372 DE 09/11/84

## Descrição
Principais pontos de passagem: SP 058 (Cruzeiro) - Divisa MG (Túnel)

### Trechos
Rodovia Hamilton Vieira Mendes
Rodovia localizada entre os quilômetros km.209+900m entroncamento com a BR 116 ao km.217+340m entroncamento com SP 058, no município de Cachoeira Paulista.
Rodovia Doutor Avelino Júnior
Rodovia localizada entre os quilômetros km 217+340m entroncamento com a SP 058 ao km 236+100m divisa com o estado de MG, no município de Cruzeiro.

## Características

### Extensão
- Km Inicial: 209,900
- Km Final: 236,100

### Localidades atendidas
- Cachoeira Paulista
- Cruzeiro